# Oosterhoek (gevangenis)
Penitentiaire inrichting de Oosterhoek is een huis van bewaring en gevangenis in Grave aan de Muntlaan met capaciteit voor 450 gedetineerden. De inrichting bestaat uit 12 afdelingen, waaronder de afdeling Thebe en beschikt over 9 isoleercellen (observatie). In de volksmond ook wel het Stoofhotel genoemd vanwege haar ligging nabij de wijk De Stoof en de faciliteiten zoals een fitnessruimte.

## Tbs
Voorheen zat er in deze instelling een afdeling die deel uitmaakte van de  tbs-kliniek De Rooyse Wissel te Oostrum. Dit was een pre-Tbs afdeling, wat inhoudt dat mensen hier in afwachting van plaatsing ( Meestal vanwege gebrek aan lege kamers in de kliniek zelf ) in de kliniek alvast beginnen met hun behandeling. De mensen die op deze afdeling terechtkwamen kunnen niet op verlof gaan, en vallen onder het regiem van de desbetreffende instelling waar zij op dat moment verblijven. Ze worden wel begeleid door Sociotherapeuten, en volgens beginnende therapieen.
Op dit moment is deze afdeling opgeheven, en is de afdeling gewoon in gebruik voor arrestanten, preventief gehechten of afgestrafte gedetineerden.